# Haag am Hausruck
Haag am Hausruck è un comune austriaco di 2 159 abitanti nel distretto di Grieskirchen, in Alta Austria; ha lo status di comune mercato (Marktgemeinde).